# Anne Lise Ådnøy

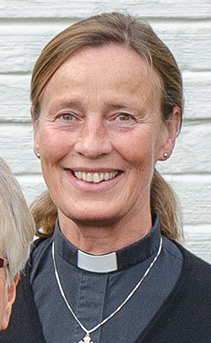
Ådnøy, 2018

Anne Lise Ådnøy (* 30. August 1957 in Haga, Vestland) ist eine norwegische lutherische Geistliche. Seit 2019 ist sie Bischöfin im Bistum Stavanger.
Ådnøy legte 1982 das theologische Kandidatenexamen ab und wurde 1984 in Kristiansund ordiniert. Nach dem Vikariat arbeitete sie von 1985 bis 1993 als Gemeindepfarrerin in Edøy (Møre og Romsdal) und anschließend als Jugendpfarrerin in Hundvåg, einem Stadtteil von Stavanger. 2003 übernahm sie ein Gemeindepfarramt in Stavanger, 2011 das Amt der 
Dompröpstin am Dom zu Stavanger. Im Januar 2019 wurde sie als Nachfolgerin von Ivar Braut, den sie zuvor schon einige Monate vertreten hatte, zur Bischöfin des Bistums Stavangers ernannt und am 17. März in ihr Amt eingeführt.